# Biserica Sfinții Apostoli Petru și Pavel din București
Biserica Sfinții Apostoli Petru și Pavel, situată pe Strada Sfinții Apostoli din București, a fost clădită de Matei Basarab în anul 1636 pe locul fostei biserici de lemn a Mănăstirii Târnov. A parcurs o lungă istorie, scăpând de demolare, dar în prezent este camuflată în spatele blocului de la Bulevardul Națiunile Unite, la intersecția cu ceea ce s-a mai păstrat din fosta Stradă Sfinții Apostoli. Ansamblul bisericii este monument istoric cu cod LMI B-II-a-A-19681.